# J. P. Davidson
J. P. Davidson war ein chilenischer Fußballspieler. Der Stürmer absolvierte zwei Länderspiele für Chile. 

## Vereinskarriere
Auf Vereinsebene spielte J. P. Davidson 1910 beim Badminton Football Club aus der Hafenstadt Valparaíso. Mehr ist über die Vereinskarriere nicht bekannt.

## Nationalmannschaft
Davidson debütierte für Chile im ersten Länderspiel überhaupt des Landes. Im Freundschaftsspiel gegen Argentinien am 27. Mai 1910 verlor die La Roja mit 1:3. Danach absolvierte der Angreifer bei der 1:5-Niederlage bei der Copa Centenario Revolución de Mayo, einem Vorläufer der heutigen Copa América, gegen Argentinien eine weitere Partie.